# Martin von Laon

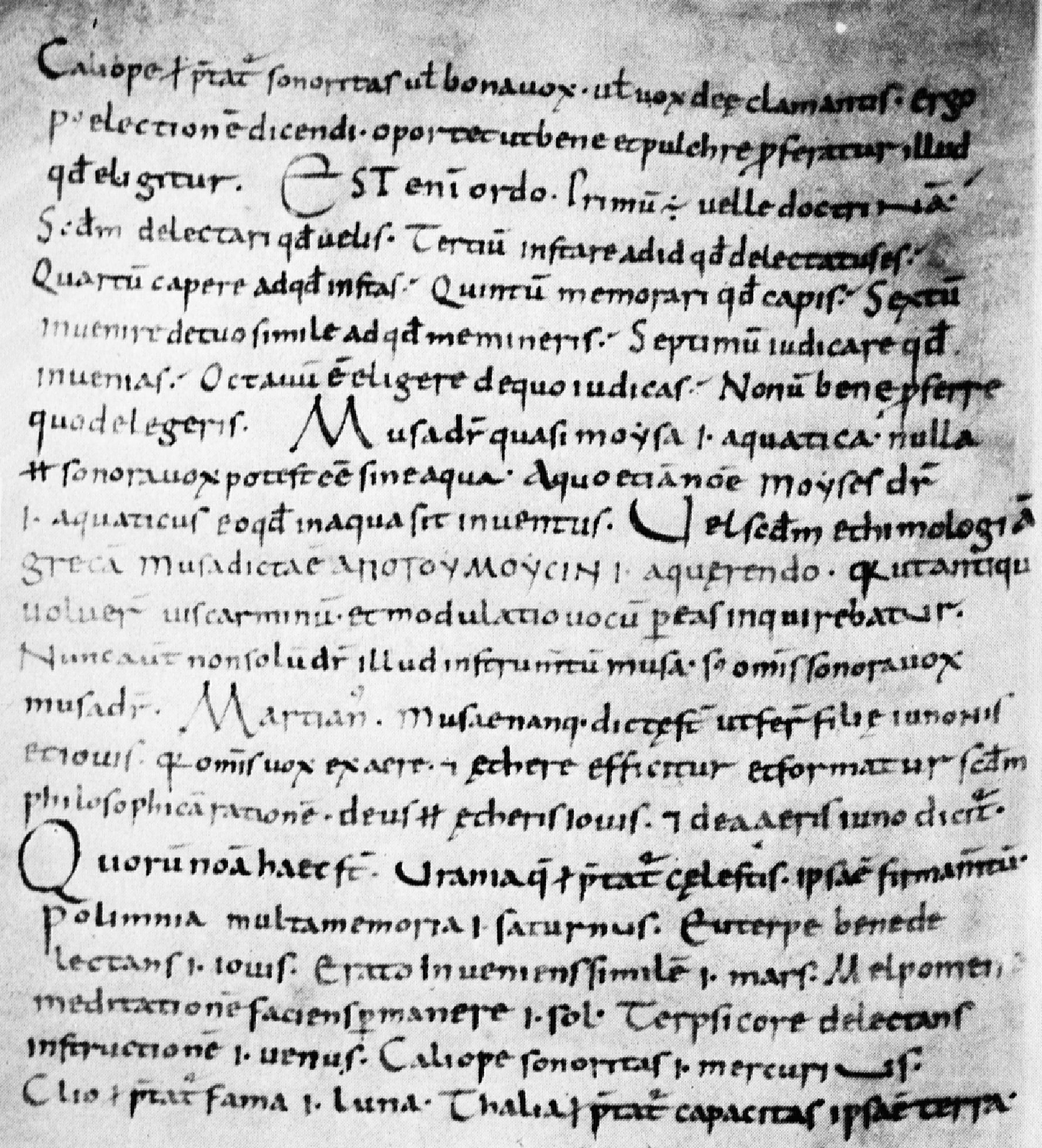
Schreibhand Martins von Laon, MS Laon 444, f. 299v

Martin von Laon (lat. Martinus Laudunensis, Martinus Hibernensis, Martinus Scot(t)us; * 819 in Irland; † 875 in Laon) war ein aus Irland stammender Gelehrter und Leiter der Kathedralschule von Laon.
Er gehörte zu einer Reihe von Gelehrten aus Irland, die zur Zeit der Karolinger ins Westfrankenreich auswanderten, wo sie zur damaligen Kulturblüte beitrugen. Die Annales Laudunenses, die von ihm selbst und mehreren anderen Händen den Ostertafeln einer komputistischen Handschrift (Berlin, Staatsbibl. lat. 129) beigefügt wurden, in denen aber in den Eintragungen zu seiner Person der jeweils unleserlich gewordene Name durch Konjektur wiederhergestellt werden muss, bezeugen durch Eintrag von seiner eigenen Hand, dass er 819 in Irland geboren wurde, und geben dann 875 als sein Todesjahr an.

## Handschriften
Seine Hinterlassenschaft als Autor, Glossator und Schreiber von Handschriften ist in der Zuschreibung in vielen Fällen unsicher. Besonders John J. Contreni hat in dieser Hinsicht Annahmen der früheren Forschung kritisch infragegestellt. Er konnte aber zugleich anhand paläographischer Befunde nachweisen, dass mindestens 21 Handschriften aus Laon durch Martins Hände gegangen sind, von ihm geschrieben, mehr oder minder ausführlich glossiert oder mit Inhaltsverzeichnissen oder anderen Zusätzen versehen wurden.
In der Mehrzahl handelt es sich um patristische oder frühmittelalterliche Werke zur Bibelexegese (Origenes, Augustinus, Hieronymus, Beda, Wicbodus, Taio von Saragossa, Haimo von Auxerre), ferner um Geographie des Heiligen Landes (Adomnán, Beda), Komputistik (Dionysius Exiguus, Beda), die Acta Pilati in einer Zusammenstellung mit Texten dogmatischen Interesses, ein ausführlich annotiertes Exemplar der Aachener Konzilsbeschlüsse von 816 über Liturgie und Lebensführung des nicht-monastischen Klerikerstandes (De institutione canonicorum) und auch zwei ausführlich glossierte Werke zu Medizin und Diätetik (Marcellus Empiricus, Oreibasios). Unter den bibelexegetischen Werken ist Gregor der Große nicht mit einem eigenen Werk, aber durch die Auszüge in der Ecloga de Moralibus Iob des Iren Lathcen († 661) vertreten.

## Griechischer Thesaurus Laon 444
Besondere Bedeutung für die Kenntnis der griechischen Bildung in karolingischer Zeit besitzt die Handschrift Thesaurus Laon, Bibliothèque municipale 444, die von zwei Mitarbeitern und Nachfolgern Martins der Kirche von Laon gestiftet wurde und wahrscheinlich unter Martins Aufsicht entstand. Sie enthält im Anschluss an einige Vorsatzstücke ein umfangreiches, auf dem Glossar des Pseudo-Cyrill beruhendes griechisch-lateinisches Glossar in alphabetischer Ordnung (Glossarium grecum per ordinem alphabeti, f. 5r-255v), gefolgt von einer in der Forschung unter dem Gattungsnamen idiomata generum bekannten Übersicht griechischer und lateinischer Nomina unter dem Gesichtspunkt der Verschiedenheit ihres Geschlechts (f. 255v-275v), sodann, im Anschluss an ein in tironischen Noten geschriebenes Kolophon, mehrere weitere Zusammenstellungen von Erklärungen griechischer Wörter, darunter auch zu Graeca bei Johannes Scotus Eriugena (Graeca qui sunt in versibus Johannis Scotti, f. 294vb ff.), und noch weitere Stücke zur griechischen Grammatik, Schrift und Zahlschrift, ferner auch Exzerpte aus Priscian zur lateinischen Lautlehre, Verbflexion und Orthographie und zum Abschluss dann ein in lateinischen Buchstaben geschriebenes Zitat aus dem Johannesevangelium (4,9-12). Nach dem Befund Contrenis stammen die Vorsatzstücke und die auf das tironische Kolophon folgenden Stücke überwiegend von Martins Hand, während das Glossarium grecum und die Idiomata generum einschließlich des Kolophons überwiegend von drei anderen Schreibern stammen und Martin selbst sich dort nur auf einem Blatt (f. 187r-v) als Schreiber beteiligt hat.
Zu den Vorsatzstücken von Martins Hand gehört auf Blatt 3r ein Brief, dessen Verfasser einem befreundeten Abt zu Problemen („quaestiunculae“), zu denen dieser ihn zuvor brieflich um Rat gefragt hatte, „Lösungen“ („solutiones“) übersendet, die aus griechischen Quellen geschöpft seien. Offenbar handelte es sich bei diesen „Lösungen“ nicht um die Handschrift selbst, sondern um eine Beantwortung konkreterer Fragen, zumal die Handschrift nach Ausweis der Stiftung von Martins Mitarbeitern seinerzeit in Laon verblieb. Die Salutatio des Briefes „Dilectissimo abbati S • M • fidissimus amicus veram in Christo salutem“ legt nach Contreni durch ihre kommaähnliche Interpunktion nahe, dass die mit Kontraktionszeichen überschriebenen Buchstaben „S“ und „M“ nicht, wie in der älteren Forschung gelegentlich angenommen, alle beide den Namen des Abtes oder seines Klosters abkürzen, sondern nur „S“ auf den Empfänger und dann wahrscheinlich auf „Servatus“ Lupus von Ferrières zu beziehen, „M“ hingegen den Namen des Absenders und „fidissimus amicus“ abkürzt und als „Martinus“ aufzulösen ist. Carlotta Dionisotti hat demgegenüber vermutet, dass der Brief in Stil und Inhalt von Eriugena stammen könne und ursprünglich dazu gedient habe, einem nicht mehr bekannten Abt „S. M.“ speziell eine in der Handschrift als „alia greca“ (f. 293v-294r) betitelte Erklärung griechischer Mythologica zu übersenden.
Namentlich angeführt wird Martin jedenfalls aber an zwei weitere Stellen, indem er sich einmal als Μαρτίνος und Schreiber des Abschnitts zu Eriugena ausweist und ein weiteres Mal als Διδάσκαλος  Μαρτίνος („Magister Martin“) und, wie es scheint (siehe aber unten Griechische Verse, XII.v), Autor eines griechischen Gedichts genannt wird.
Untersuchungen der Handschrift im Kontext ihrer Quellen und von Martins übriger Hinterlassenschaft haben gezeigt, dass seine Kenntnis der griechischen Sprache kritischer zu beurteilen ist, als es auch in der älteren Forschung schon geschah. Ob er über die sorgfältige Abschrift und wahrscheinlich Zusammenstellung griechisch-lateinischer Materialien hinaus in der Lage gewesen wäre, solche Hilfsmittel selbst zu erstellen, damit Griechisch zu unterrichten und eventuell auch einen griechischen Text selbständig zu lesen, ist nach den Ergebnissen von Contreni und Dionisi als fraglich anzusehen. Contreni will ihm dabei aufgrund seiner Deutung des Briefes immerhin noch zugestehen, dass zumindest die Zeitgenossen seine Expertise auf diesem Gebiet schätzten und sich ratsuchend an ihn wandten, während für Dionisi die betreffende Aussage des Briefes mit ein Grund ist, eher Eriugena als Martin für den Verfasser des Briefes zu halten.

## Scholica graecarum glossarum
Mit dem Glossarium grecum der Handschrift Laon 444 zuweilen verwechselt werden die Sc(h)olica gr(a)ecarum glossarum, ein ebenfalls umfangreiches, nach dem Anfangsbuchstaben alphabetisch geordnetes griechisch-lateinisches Glossar, dem sich noch ein dreisprachiges (hebräisch-griechisch-lateinisches) Onomastikon biblischer Namen und (in Vat. reg. 215) eine Sammlung vermischter Notizen anschließt. Die Scholica wurden von Laistner aus zwei Handschriften des 9. Jahrhunderts (Vat. reg. 215, BL Royal 15 A XVI) herausgegeben, finden sich aber ähnlich auch in mehreren jüngeren Handschriften, von denen besonders die in der zweiten Hälfte des 10. Jahrhunderts in Ripoll geschriebenen Sammlung Barcelona, Archivio de la Corona de Aragón, Ripoll 74 (dort Glossar Nr. III, f. 32va-37rb) textgeschichtlich beachtenswert ist.
Die Lemmata des griechisch-lateinischen Glossars sind in den meisten Fällen mit lateinischen Buchstaben geschrieben und lassen des Öfteren erkennen, dass in dieses Glossar Mitschriften nach dem Gehör eingegangen sind, die nicht anhand griechischer Schreibungen einer schriftlichen Vorlage kontrolliert wurden, so dass man es hier tatsächlich mit einem Zeugnis praktizierten und von Schülern mitgeschriebenen Unterrichts zu tun haben dürfte. Seit Laistner wurde dieses Glossar Martin zugeschrieben, auf der Grundlage einer Vermutung von H. J. Thomson, dass für die vatikanische Handschrift, die kurz nach Martins Tod geschrieben wurde (876 oder 877), Herkunft aus Laon anzunehmen sei, und dort Martin in den vorausgegangenen Jahren als Griechischlehrer gewirkt habe. Nach Contreni ist jedoch nicht nur kein sicheres Zeugnis für eine solche Lehrtätigkeit Martins gegeben, wie es die ältere Forschung in der Sammelhandschrift Laon 444 zu erkennen glaubte, sondern ist auch die vatikanische Handschrift der Scholica nicht mit Laon, sondern eher mit Auxerre und dort dann naheliegenderweise mit Heiric von Auxerre und dessen Lehrer Haimo in Verbindung zu bringen, während die Entstehung des Archetyps für die Scholica in letzter Instanz möglicherweise in Spanien anzusetzen ist. Anhaltspunkte für eine Zuschreibung an Martin sind demnach nicht vorhanden.

## Lateinische Grammatik und Metrik
Einblick in seinen Unterricht der lateinischen Grammatik bieten zwei weitere von ihm umfänglich glossierte Handschriften, von denen die eine (Laon, Bibl. mun. 468) Glossen zu Vergil und Sedulius sowie zwei kürzere Schriften Martins über die Artes (De proprietate philosophiae et de VII liberalibus artibus, De inventione liberalium artium) enthält und von Martin in der anderen (Laon, Bibl. nun. 464) für metrische Studien um eine Abschrift von Aldhelms Liber de septenario komplettiert wurde.
Die Materialien zu Vergil enthalten unter anderem eine Vita Vergils, die nach Contreni einerseits von einer Quelle vom Typ der Vita Bernensis I und andererseits möglicherweise von dem heute verlorenen Vergilkommentar des Donatus abhängt.

## Glossae in Martianum
Besondere Beachtung fand Martin auch als vermuteter Verfasser eines Kommentars zu Martianus Capella, der zusammen mit einem weiteren, wahrscheinlich von Eriugena stammenden Martianuskommentar in der im 9. Jahrhundert in Corbie geschriebenen Handschrift Paris, B.N. lat. 12960 bekannt wurde und nach dieser Handschrift 1944 von Cora Lutz herausgegeben wurde. Unter den zusammen mit dem von Remigius von Auxerre insgesamt drei Martianuskommentaren des 9. Jahrhunderts gilt er als der älteste, da Eriugena und Remigius bereits von ihm abhängig zu sein scheinen. In der Pariser Handschrift ist der Kommentar nur unvollständig, mit Glossen zu Buch IV (Dialektik) und zu jeweils etwa einem Drittel von Buch II (der Erzählung von der Hochzeit von Merkur und Philologie) und Buch V (Rhetorik), enthalten, als Teil eines umfangreicheren Kommentar, der sich in Teilen oder verwandten Glossen auch in anderen Handschriften findet.
Der Kommentar wurde von Traube und Manitius zunächst dem Iren Duncaht (Dunchad) von Reims zugeschrieben, aufgrund einer von Enrico Narducci in einer Londoner Handschrift gefundenen Notiz, der zufolge Duncaht seinen Schülern in Reims einen Kommentar „zur Astrologie des Martianus“ (Buch VIII) vorgetragen hatte. Nachdem schon Laistner aufgrund von Glossen in den Scholica graecarum glossarum vermutet hatte, dass Martin einen Kommentar zu Martianus verfasste habe, den er als einen noch zu entdeckenden vierten Kommentar des 9. Jahrhunderts ansah, vertrat dann Jean Préaux die Meinung, dass Martin der Duncahd-Kommentar zuzuordnen sei, wobei er sich besonders auf die inhaltliche Nähe zu einer Glossierung der Namen der neun Musen in Martins Sammelhandschrift Nr. 444 stützte. Contreni hat dagegen geltend gemacht, dass weder in der fraglichen Glosse zu den neun Musen, noch sonst triftige Gründe für eine solche Zuschreibung vorliegen, und hat außer Duncaht noch weitere Autoren, nämlich Lupus von Ferrières, Haimo von Auxerre, Muridac oder Winibert von Schuttern, namhaft gemacht, die ebenso gut als Verfasser infrage kämen. Die Frage der Zuschreibung kann seither wieder als offen gelten.

## Gedichte und Gebete
Soweit Martin auch als Verfasser lateinischer und griechischer Gedichte und Gebete in Betracht gezogen wurde, handelt es sich jeweils um Stücke aus der Sammelhandschrift Laon 444.

### Lateinische Verse

#### Versus de octo vitiis
Auf Blatt 2r ist der Sammlung ein gräzisierend lateinisches Gedicht über die acht Hauptlaster (Versus de octo vitiis) vorangestellt, das in 16 Hexametern die acht Hauptlaster nach dem Lasterkatalog Cassians aufführt und ihnen die jeweils überlegene korrespondierende Tugend gegenüberstellt, wobei dann zum Schluss der kenodoxia (Ruhmsucht) programmatisch die Lesung der Heiligen Schrift („divini lectio verbi“) gegenübersteht.
Labitur heu nimium praesumpta superbia cosmi:
Tapinosis humilitas surgit Christi solamine fulta.
Octonos generat lapsus ellonis gluttonis amica:
Temperat hos iustus ieiuna mente politus.
Fornicor in multis loetali fraude peremptus:
Me tamen evacuat felix ΕΝΓΡΑΤΕΑ continentia totum.
Servus avaritiae cunctum degluttit et orbem:
Dissipat et largus hanc pestem falce venusta.
Ira furit nimium semper saevire parata:
Quam vir pacificus patienter percutit ore.
Anxietas accidia mentis gignit suspiria cordis:
Quae Christi famuli sedant placamine miti.
Tristiae iaculis plures turbantur in orbe:
Quos quoque solatur Christus laetamine sacro.
Deiicit ast alios kenodoxia vana gloria corde superbo:
Hos restaurat ovans divini lectio verbi.
Es kommt zu Fall, ach, die allzu anspruchsvolle Superbia (Hochmut) des Kosmos:
Die Tapinosis (Demut) erhebt sich, gestützt auf den Trost Christi.
Achtfachen Fall erzeugt die Freundin des Völlers:
diese (Sündenfälle) dämpft mäßigend der durch nüchternen Geist gereinigte Gerechte.
Unzucht treibe ich in vielen Dingen, durch tödlichen Betrug verraten:
Dennoch errettet mich die selige ΕΝΓΡΑΤΕΑ (Enthaltsamkeit) unversehrt.
Der Sklave der Habgier verschlingt den gesamten Weltkreis:
Auch diese Pest vertreibt der Freigiebige mit anmutiger Sichel.
Gewaltig wütet der Zorn, allzeit bereit zu rasen:
Ihn vernichtet der friedfertige Mann geduldig mit seinem Wort.
Die Ängstlichkeit des Geistes (Acedia) gebiert Seufzer des Herzens:
Es beruhigen sie die Diener Christi mit milder Besänftigung.
Von den Pfeilen der Traurigkeit werden viele in der Welt geplagt:
Auch sie tröstet Christus mit heiliger Freude.
Es stößt aber andere Menschen hinab die Kenodoxia (Ruhmsucht) mit hochmütigem Herzen:
Diese richtet jubelnd wieder auf die Lesung des göttlichen Wortes.
Das Gedicht wurde von Traube in dessen Sammlung iroschottischer Gedichte aufgenommen mit der Bemerkung, dass er nicht wisse, ob es von Martin stamme. Contreni zufolge hat Martin es nicht nur abgeschrieben, sondern wahrscheinlich auch selbst verfasst. Noch bestimmter äußert sich in diesem Sinn John Marenbon, während Michael W. Herren ausschließt, dass Martin überhaupt lateinisch gedichtet habe.

#### Metrisches KolophonGraecarum glossas

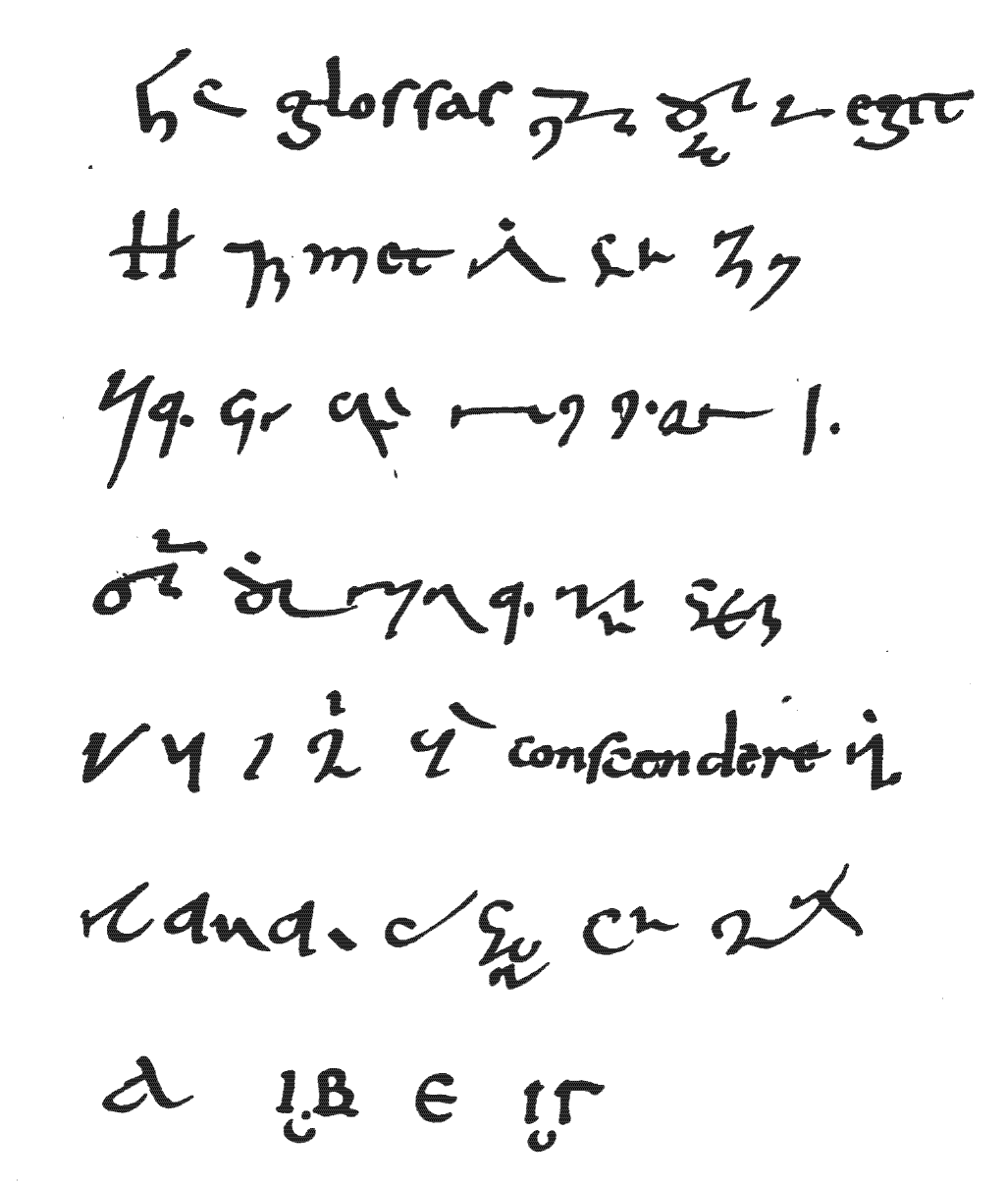
Metrisches Kolophon in tironischen Noten, MS Laon 444, f. 275v

Dem griechisch-lateinischen Glossar und den daran anschließenden Idiomata generum ist auf der Rückseite von Blatt 275 ein metrisches lateinisches Kolophon angefügt, dessen Text  größtenteils in Tironischen Noten geschrieben ist, und bei dem die Buchstaben M und N des nachgestellten „Amen“ nach einer bei irischen Autoren beliebten, auch in der Handschrift mehrfach erläuterten Methode verschlüsselt sind, indem die der Stellung der Buchstaben im lateinischen Alphabet entsprechenden Zahlwerte M=12 und N=13 in griechischer alphabetischer Zahlschrift als ΙΒ und ΙΓ geschrieben sind (alphabetisch geschriebene Textbestandteile kursiv):
Graecarum glossas domino donante peregit
H tibimet frater servire paratus
Namque geris vit[t]as longo quo tempore felix
Pontificale decus multumque tenere salubre
Ex hinc ad caeli valeas conscendere culmen
Ac regem regum cum sanctis cernere Christum
A M E N
Die Glossen der griechischen Wörter hat mit Gottes Gnade vollendet
ein dir, H., zu dienen bereiter Bruder (oder: ein dir zu dienen bereiter Bruder H.),
denn so lange du die Zeichen deines Amtes schon trägst, bist du es wert, die glückliche
und sehr heilbringende pontifikale Zierde (d. h. die Mitra oder Tiara) zu (er)halten,
von hinieden auf den Gipfel des Himmels zu steigen
und Christus, den König der Könige, mit den Heiligen zu schauen. Amen.
Die Abkürzung „H“, bei der sprachlich und metrisch schwer zu entscheiden ist, ob sie einen Dativ und damit den Namen des Empfängers der Abschrift, oder aber einen Nominativ und damit den Namen des Schreibers als frater H abkürzt, wurde in der Forschung seit Traube üblicherweise auf Hinkmar von Reims oder auf dessen Neffen Hinkmar von Laon als Empfänger der Abschrift bezogen und demgemäß als Dativ Hincmaro aufgelöst. Contreni hat demgegenüber anhand stilistisch vergleichbarer Kolophone in drei anderen Handschriften wahrscheinlich zu machen versucht, dass stattdessen Hartgarius … frater als Schreiber zu verstehen und einer der an der Handschrift beteiligten Mitarbeiter Martins gemeint sei, ein Diakon namens Hartgar, der hiermit gleichwohl dem jüngeren Hinkmar, für den er auch sonst gelegentlich tätig war, die Abschrift gewidmet haben könnte. Dazu würde sich fügen, dass das Kolophon und der vorhergehende Text tatsächlich von derjenigen Schreibhand stammt, die Contreni als diejenige Hartgars identifiziert hat. Martin käme als Verfasser in diesem Fall nicht mehr in Betracht.

### Griechische Verse
Aus den griechischen Stücken des Codex Laon 444 hat Traube außer zwei Prosagebeten auch drei metrische Stücke und eine aus Versen mutmaßlich ausgezogene Wörterliste als Opuscula Martini Laudunensis herausgegeben, die mit Ausnahme der Wörterliste jeweils aus dem Abschnitt stammen, der den Graeca aus griechischen oder gemischt griechisch-lateinischen Gedichten Eriugenas gewidmet ist.

#### Graeca ad versus(XII.i)
Bei dem ersten Stück (Traube XII.i), das in der Handschrift diesem Abschnitt unmittelbar vorausgeht und ansonsten in keiner Verbindung zu den Graeca Eriugenas steht, handelt es sich nicht um ein Gedicht oder metrisches Fragment, sondern lediglich um eine mit Graeca ad versus betitelte Liste von 36 griechischen Wörtern mit jeweils beigefügter Worterklärung, die nur bei den letzten beiden Einträgen fehlt (Laon 444, f. 294v). Die Liste wurde wahrscheinlich aus einem bisher nicht identifizierten Gedicht ausgezogen, wofür die in einigen Fällen flektierte griechische Wortform spricht, oder sie wurde für die Abfassung eines Gedichts vorbereitend zusammengestellt, und wohl aus dem letzteren Grund, und weil Martin der Schreiber ist, wurde sie von Traube unter die Opuscula Martins aufgenommen.

#### Metrisches KolophonΕΛΛΗΝΙC ΓΡΑΨΕΝ(XII.ii)
Der Eriugena gewidmete Abschnitt in Laon 444 bietet auf den ersten vier Seiten (f. 294v-296r) ein in der Forschung als L1 bezeichnetes Glossar, in dem annähernd 190 griechische Wörter nach der Reihenfolge ihres Vorkommens in den Texten Eriugenas aufgelistet und mit lateinischen Erklärungen versehen sind. Als Schreiber ist auf der Rückseite des letzten Blattes von L1 (f. 296v) Martin ausgewiesen, durch ein als griechischer Hexameter komponiertes und mit lateinischen Glossen versehenes Kolophon, das Traube als zweites Stück (XII.ii) in seine Sammlung der Opuscula Martins aufgenommen hat. Bei diesem Hexameter gibt es, nicht zuletzt wegen der sprachlich als unbeholfen empfundenen Gestaltung, auch in der neueren Forschung keine Einwände, ihn als Vers Martins anzuerkennen.

#### ΕΙCXΡΕ ΑΝΑΓΙΝΟCΤΗC(XII.v)

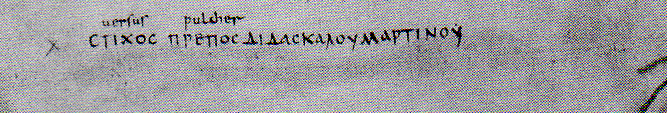
Titulus CΤΥΧΟC ΠΡΕΠΟC, MS Laon 444, f. 297v

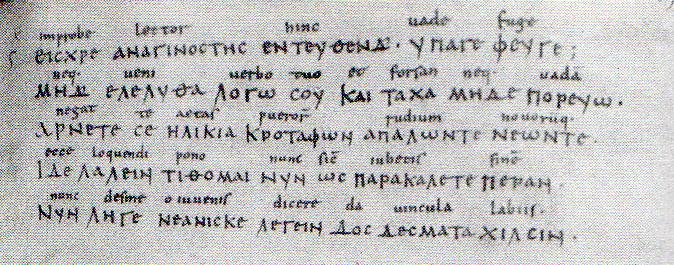
Epigramm ΕΙCXΡΕ ΑΝΑΓΙΝΟCΤΗC (Traube XII.v), MS Laon 444, f. 298r

Auf das Glossar L1 und dessen Kolophon folgt in der Handschrift ein weiterer, in der Forschung L2 genannter und ebenfalls von Martin geschriebener Abschnitt mit ausgeschriebenen griechischen Gedichten oder Versen (f. 297r-298r), die nur zum Teil durch ihre Glossierung in L1 oder durch eigene Tituli als Verse Eriugenas ausgewiesen sind. Wo dies nicht der Fall ist und auch durch anderweitige Zeugnisse keine Zuschreibung an Eriugena vorliegt, war insofern fraglich, ob sie ihm selbst oder einem anderen Autor und dann möglicherweise Martin zuzuschreiben sind.
Zweifel an der Autorschaft Eriugenas wurden besonders dadurch nahegelegt, dass dem vorletzten dieser Stücke in L2, dem fünfzeiligen satirischen Epigramm ΕΙCXΡΕ ΑΝΑΓΙΝΟCΤΗC (f. 298r), am Schluss der vorhergehenden Seite f. 297v ein lateinisch glossierter griechischer Titulus vorangestellt ist, der dieses Epigramm Martin zuzuweisen scheint:
CΤΥΧΟCversus ΠΡΕΠΟCpulcher ΔΙΔΑCΚΑΛΟΥ ΜΑΡΤΙΝΟΥ
Das mit pulcher („schön“) glossierte ΠΡΕΠΟC ist nach Traube als Verschreibung oder fehlerhafte Wortform für das Partizip πρέπων zu verstehen, so dass sich als ungefähre Übersetzung „glänzender Vers Magister Martins“ ergibt. Als durch diese Zuschreibung gesichertes Werk Martins wurde das zu Beginn der nachfolgenden Seite stehende Epigramm von Traube zusammen mit diesem Titulus als fünftes Stück (XII.v) unter die Opuscula Martins aufgenommen. Nachdem allerdings zunächst Dionisotti wegen der überragenden sprachlichen und prosodischen Qualität des Epigramms Zweifel angemeldet hatte, konnte Michael W. Herren durch nochmalige Prüfung der Handschrift den Nachweis führen, dass der Titulus auf f. 297v sich nicht auf das fragliche Epigramm, sondern auf einen wieder ausradierten und nicht mehr rekonstruierbaren zweizeiligen Text auf dem unteren Rand des Blattes bezieht. Da im Fall des Epigramms mit Ausnahme des scheinbaren Titulus alles für Eriugena spricht, hat Herren es als Nr. 16 unter die authentischen Carmina Eriugenas eingereiht.

#### ΡΩΜΑΙΟΥ ΔΕΜΟΥ(XII.iii)

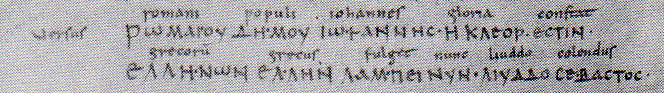
Epigramm ΡΩΜΑΙΟΥ ΔΕΜΟΥ (Traube XII.iii), MS Laon 444, f. 297v

Als mögliches, aber unsicheres Stück Martins nahm Traube aus L2 (f. 297v) auch ein zweizeiliges Epigramm mit metrischer lateinischer Übersetzung unter die Opuscula Martins auf, das einen Johannes -- vermutet wird Eriugena wegen dessen Übertragungen griechischer patristischer Werke ins Lateinische -- als Stolz der Römer preist, ihm aber auch einen Liudo, möglicherweise den gleichnamigen Bischof von Autun (866-874), als griechischsten aller Griechen zur Seite, oder diesen sogar noch höher, stellt:
ΡΩΜΑΙΟΥ ΔΕΜΟΥ ΙΩ├ΑΝΝΗC Η ΚΛΕΟΡ ΕCΤΙΝ.
ΕΛΛΗΝΩΝ ΕΛΛΗΝ ΛΑΜΠΕΙ ΝΥΝ ΛΙΥΔΔΟ CΕΒΑCΤΟC.
Romani populi Iohannes gloria constat:
Graecorum Graecus fulget nunc Liuddo colendus.
Des römischen Volkes Ruhm ist Johannes.
Als Grieche der (aller) Griechen erstrahlt (aber) nun der verehrungswürdige Liuddo.
Von Contreni wurde die Zuschreibung an Martin akzeptiert.  Da Herren aber nach seiner Restitution von ΕΙCXΡΕ ΑΝΑΓΙΝΟCΤΗC (XII.v) an Eriugena keinen Anlass mehr sah, unter den metrischen Gedichten des Eriugena-Abschnitts in Laon 444 überhaupt noch fremdes Gut zu vermuten, hat er auch dieses Epigramm mitsamt seiner lateinischen Übersetzung Eriugena zugeschrieben, als Verneigung Eriugenas gegenüber Liudo, und hat es als Nr. 15 in die Ausgabe von Eriugenas Carmina übernommen.

### Griechische Gebete in Prosa

#### ΦΙΛΑΖΟΝ Ω ΘΕΟCundΩ ΚΥΡΡΙΕ ΒΟΗΤΗCΟΝ(XII.iv)

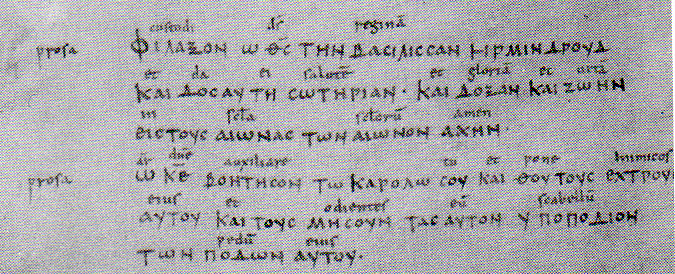
Gebete in Prosa für Königin Irmentrud und Karl den Kahlen, MS Laon 444, f. 297v

Auf Seite 297v der Handschrift Laon 444 sind zwischen dem zweizeiligen Epigramm ΡΩΜΑΙΟΥ ΔΕΜΟΥ (XII.iii) und dem am Seitenende platzierten Titulus CΤΥΧΟC ΠΡΕΠΟC (siehe XII.v) noch zwei jeweils als prosa gekennzeichnete, inhaltlich zusammengehörige Gebete mit lateinischer Interlinearglosse eingetragen, und zwar laut Traube nicht von Martins eigener Hand, sondern von einem seiner Schüler. Das erste  (ΦΙΛΑΖΟΝ Ω ΘΕΟC) empfiehlt Königin Irmentrud der Hut Gottes, während das zweite für deren Gatten Karl den Kahlen göttlichen Beistand gegen dessen Feinde erfleht:
ΦΙΛΑΖΟΝcustodi Ω ΘΕΟCdeus ΤΗΝ ΒΑCΙΛΙCCΑΝreginam ├ΙΡΜΙΝΔΡΟΥΔ ΚΑΙet ΔΟCda ΑΥΤΗei CΩΤΗΡΙΑΝsalutem • ΚΑΙet ΔΟΖΑΝgloriam ΚΑΙet ΖΩΗΝvitam ΕΙCin ΤΟΙC ΑΙΩΝΑCsecula ΤΩΝ ΑΙΩΝΟΝseculorum ΑΧΗΝamen •
Ωarticulus ΚΥΡΡΙΕdomine ΒΟΗΤΗCΟΝauxiliare ΤΩ ΚΑΡΟΛΩ CΟΥtu ΚΑΙet ΘΟΥpone ΤΟΥC ΕΧΤΡΟΥCinimicos ΑΥΤΟΥeius ΚΑΙet ΤΟΥC ΜΗCΟΥΝodientesΤΑC ΑΥΤΟΝeum ΥΠΟΠΟΔΙΟΝscabellum ΤΩΝ ΠΟΔΩΝpedum ΑΥΤΟΥeius •
Veranlasst wohl durch die Nachbarstellung des Titulus CΤΥΧΟC ΠΡΕΠΟC hat Traube dieses Doppelgebet als viertes Stück unter die Opuscula Martins aufgenommen. Muzerelle akzeptiert diese Zuschreibung und bringt die Fürbitte für Irmentraud mit deren Todesdatum von 869 in Verbindung. Nach der Logik der textkritischen Beweisführung Herrens, der die metrischen Stücke von L1 und L2 ohne Ausnahme Eriugena zuordnet und hierbei geltend machen kann, dass die meisten dieser metrischen Stücke durch eine als R bezeichnete Sammlung von Gedichten Eriugenas in vatikanischen Handschriften auch schon als Inhalte eines für R und L1/L2 gemeinsam anzusetzenden Archetyps Ω zu erschließen sind, wäre eigentlich auch dieses Doppelgebet vielmehr Eriugena und dann möglicherweise (aber ohne Bestätigung durch R) auch dem Archetyp Ω zuzuordnen. Da Herren in seine Diskussion der metrischen Stücke die Prosa aber nicht einbezogen hat, gilt als Stand der Forschung weiterhin die Zuschreibung Traubes an Martin von Laon.

#### ΠΡΟCΤΑΖΙC ΚΥΡΡΙΕ(f. 298v)

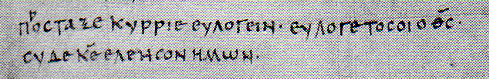
Griechisches Gebet ΠΡΟCΤΑΖΙC ΚΥΡΡΙΕ, MS Laon 444, f. 298v

Im letzten Viertel des 9. Jahrhunderts übertrug ein unbekannter Gelehrter verschiedene Materialien aus Laon 444 und aus mindestens einer weiteren Quelle in eine in der Forschung als La bezeichnete Exzerptensammlung, die später auseinandergerissen wurde und heute noch auf zwei Blättern eines Pariser (B.N. lat. 10307) und dem Schlussblatt eines Vatikanischen Codex (Vat. reg. 1625) erhalten ist. In La übertragen wurden hierbei auch das hexametrische Kolophon ΕΛΛΗΝΙC ΓΡΑΨΕΝ ((XII.ii) und der scheinbaren Titulus CΤΥΧΟC  ΠΡΕΠΟC von ΕΙCXΡΕ ΑΝΑΓΙΝΟCΤΗC (XII.v), und letzterem Titulus hierbei nachgestellt ein Gebet in Prosa, das in Laon 444 auf der Rückseite (f. 298v) des letzten Blattes des Eriugena-Abschnitts nach verschiedenen Notizen und zwei weiteren gebetsähnlichen Texten erscheint:
ΠΡΟCΤΑΖΙC ΚΥΡΡΙΕ ΕΥΛΟΓΕΙΝ • ΕΥΛΟΓΕΤΟ CΟΙΟ [lies: CΟΙ Ο] ΘΕΟC •
CΥ ΔΕ ΚΎΡΡΙΕ ΕΔΕΗCΟΝ [lies: ΕΛΕΗCΟΝ] ΕΜΩΝ •
Aufgrund der versähnlichen Schreibung und der in der Pariser Handschrift gegebenen Nachbarstellung zum CΤΥΧΟC  ΠΡΕΠΟC-Titulus hat Herren erwogen, dass es sich bei diesem Prosatext um den ausradierten stychos handeln könnte, auf den der Titulus in Laon 444, 297v, verweist, aber sichere Anhaltspunkte für eine solche Identifizierung gibt es auch nach seiner Einschätzung nicht.

## Martin und Eriugena
Obwohl Eriugena in Annales Laudunenses nicht als Lehrer der Kathedralschule vermerkt ist, hat man in der Forschung vermutet, dass er sich zeitweise dort aufgehalten und in einer engeren Beziehung zu Martin gestanden habe. Schon Traube sah Martin als „dienenden Schüler und Schreiber Eriugenas“, und auch in neuerer Zeit hat man das Verhältnis zumindest als „enge wissenschaftliche Zusammenarbeit“ bezeichnet.
Als möglichen Hinweis auf eine Anwesenheit Eriugenas in Laon hat man es aufgefasst, dass es Bischof Pardulus von Lyon war, der Eriugena 851 oder 852, als dieser sich am Hof Karls des Kahlen befand, aufgefordert hatte, im Prädestinationsstreit zwischen Gottschalck und Hinkmar ein Gutachten zu verfassen. Für eine Beziehung speziell zu Martin hat man die Glossen zu den Graeca Eriugenas in der Sammelhandschrift 444 geltend gemacht, sowie den Umstand, dass in einer weiteren Handschrift Martins, die den Liber interpreationis hebraicorum nominum von Hieronymus mit einigen Anmerkungen Martins und einer weiteren irischen Hand enthält (Laon, Bibl. mun. 24), auch ein anonymer Brief mutmaßlich Eriugenas erscheint, möglicherweise auch von diesem eigenhändig dort abgeschrieben, in dem der Verfasser einen befreundeten dominus Winibertus, wahrscheinlich den Abt von Schuttern, um die kurzzeitige Überlassung einer Martianushandschrift bittet, verbunden mit einem Hinweis, dass die beiden sich schon einmal gemeinsam mit Martianus beschäftigt hätten. Contreni hat außerdem darauf hingewiesen, dass die Bibliothek von Laon im Besitz einer Abschrift von Eriugenas Expositiones super Ierarchiam coelestem und der einzigen heute noch erhaltenen Handschrift von Eriugenas Johanneskommentar war, ohne dass dort aber Spuren von Martins Hand erkennbar sind.